# Socijalistička stranka Urugvaja
Socijalistička stranka Urugvaja (špa. Partido Socialista del Uruguay) urugvajska je lijevo orijentirana politička stranka sa sjedištem u Montevideu. Osnovao ju je dr. Emilio Frugoni 1910. godine, radi promicanja stranačke ideologije socijalizma, socijaldemokracije i manjim dijelom neokomunizma, koji zagovara obnovu komunističkih načela bez oslanjanja na svevlašće.  Od 1932. do 1940. godine stranka je bila članica međunarodne skupine Laburističko-socijalističke internacionale, koja se često sporila s Kominternom oko temeljnih pitanja komunističkog upravljanja i vlasti, te je zastupala liberalnije i slobodnije ideje. Stranka usko surađuje i redovito koalira s Širokim frontom, vodećom ljevičarskom strankom u Urugvaju, te s manjim strankama kao što su Radnička stranka i Komunistička partija Urugvaja. 
Studentsko krilo stranke, Mladi urugvajski socijalisti, okuplja sve mlade socijaliste i simpatizere stranke te izdaje stranačko glasilo.

## Članovi
- Daniel Martínez

## Vanjske poveznice
- (šp.) Službene stranice stranke